# Sindhupalchok District
Sindhupalchok District er et af Nepals 75 administrative og politiske regioner, betegnet distrikter (lokalt betegnet district, zilla, jilla el. जिल्ला). Sindhupalchok er et bjerg-distrikt, som ligger i Bagmati Zone i Central Development Region.
Sindhupalchok areal er 2.542 km² og der boede ved folketællingen 2001 i alt 293.719 og i 2007 328.084 og i 2011 287.798  i distriktet. Distriktets politiske organ District Development Committee er sammensat gennem indirekte valg, med repræsentation fra hver af de 9-17 administrative enheder ilakaer, hvert distrikt er opdelt i. 
Sindhupalchok District er endvidere opdelt i 79 udviklingskommuner (lokalt navn: Gaun Bikas Samiti (G.B.S.) el. Village Development Committee (VDC)), hvoraf byer med over 10.000 indbyggere kategoriseres som købstæder (municipalities). 
Sindhupalchok District er udviklingsmæssigt – gennem anvendelse af FN og UNDP's Human Development Index – kategoriseret som nr. 54 ud af Nepals 75 distrikter.

## Eksterne links
- Kort over Sindhupalchok District
- Sindhupalchok District sundhedsprofil – fra FN-Nepal (på engelsk)

27°46′N 85°42′Ø / 27.77°N 85.7°Ø